# Тіогуанін
Тіогуанін (англ. Tioguanine, лат. Tioguaninum) — синтетичний лікарський препарат, який за своєю хімічною структурою є аналогом пуринових основ, та застосовується перорально. Тіогуанін розроблений між 1949 і 1951 роком., і вперше схвалений FDA у 1966 році.

## Фармакологічні властивості
Тіогуанін — синтетичний лікарський засіб, який за своєю хімічною структурою є аналогом пуринових основ. Механізм дії препарату полягає в інгібуванні синтезу пуринових нуклеотидів ДНК шляхом конкурентного метаболізму після його поглинання клітинами та його перетворення до тіогуанілової кислоти, внаслідок чого гальмується синтез пуринових нуклеотидів у S-фазі мітозу. Оскільки мітотична активність більш виражена у клітин, які швидко ростуть, то тіогуанін більш активний до клітин злоякісних пухлин, а також до клітин крові. Тіогуанін близький за механізмом дії до меркапторурину, та є одним із метаболітів азатіоприну. Тіогуанін застосовується для лікування злоякісних пухлин крові, зокрема гострого лейкозу (як мієлобластного, так і лімфобластного), а також хронічного гранулоцитарного лейкозу. Тіогуанін дуже активний до ембріональних клітин, тому його застосування при вагітності ймовірно може призвести до народження дитини із хромосомними аномаліями або іншими вадами розвитку. Окрім цього, тіогуанін має виражену цитотоксичну, мієлосупресивну та імуносупресивну дію, що сприяє виникненню частих побічних ефектів при застосуванні препарату.

### Фармакокінетика
Тіогуанін погано всмоктується після перорального застосування, абсорбція препарату становить близько 30 %. Максимальна концентрація тіогуаніну досягається в середньому приблизно за 2—4 години після прийому препарату. Тіогуанін добре проходить через гематоенцефалічний бар'єр, проникає через плацентарний бар'єр, даних за виділення препарату в грудне молоко немає. Метаболізується препарат у печінці з утворенням як активних, так і неактивних метаболітів. Виводиться препарат із організму із сечею у вигляді метаболітів. Період напіввиведення тіогуаніну з плазми крові становить 80 хвилин, повністю метаболіти препарату виводяться із організму за 12—22 години. Період напіввиведення препарату може змінюватися у хворих із порушеннями функції печінки або нирок.

## Показання до застосування
Тіогуанін застосовують для лікування гострого лімфобластного лейкозу, гострого мієлолейкозу, хронічного гранулоцитарного лейкозу.

## Побічна дія
При застосуванні тіогуаніну побічні ефекти спостерігаються часто, переважна більшість із них спричинені порушенням метаболізму пуринових основ нуклеїнових кислот. Серед побічних ефектів препарату найчастішими є:
- Алергічні реакції та з боку шкірних покривів — шкірний висип, свербіж шкіри. фотодерматоз.
- З боку травної системи — стоматит, нудота, блювання, діарея, виразки шлунково-кишкового тракту; порушення функції печінки, яке найчастіше проявляється симптомами оклюзії вен печінки: збільшення розмірів печінки, підвищення рівня білірубіну в крові, асцит, явища портальної гіпертензії, можливе підвищення активності ферментів печінки в крові.
- З боку сечостатевої системи — аменорея, азооспермія, сечокисла нефропатія.
- Зміни в лабораторних аналізах — тромбоцитопенія, лейкопенія, підвищення рівня сечової кислоти в крові.
- Інші побічні ефекти — рідко атаксія, шум у вухах, глухота, порушення серцево-судинної системи; при застосуванні під час вагітності можливі внутрішньоутробна загибель плода, вади розвитку плода, затримка росту плода, ембріональна токсичність.

## Протипокази
Тіогуанін протипоказаний при підвищеній чутливості до препарату та при лікуванні незлоякісних захворювань крові. З обережністю застосовується меркаптопурин при вагітності та годуванні грудьми, пригніченні функції кісткового мозку.

## Форми випуску
Тіогуанін випускається у вигляді таблеток по 0,04 г.